# Stazione di Kakogawa
La stazione di Kakogawa (加古川駅?, Kakogawa-eki) è una stazione ferroviaria di Kakogawa, nella prefettura di Hyōgo. Si trova sulla linea JR Kōbe, sezione della linea principale Tōkaidō, ed è capolinea della linea Kakogawa.